# Estadi Peter Mokaba
L'Estadi Peter Mokaba és un estadi de futbol situat a Polokwane a Sud-àfrica que fou seu de la Copa del Món de futbol 2010 i on es disputaren quatres partits de la primera fase. La seva capacitat total és de 45.000 espectadors i va ésser inaugurat el 2010.
El nom de l'estadi és en honor del difunt Peter Mokaba, un cèlebre activista polític de la secció juvenil del Congrés Nacional Africà durant l'apartheid.

## Copa del món de futbol de 2010
Article principal: Copa del Món de futbol 2010
Partits del torneig que es jugaran a l'estadi:
Primera fase
- 13 de juny: Algèria - Eslovènia.
- 17 de juny: França - Mèxic.
- 22 de juny: Grècia - Argentina.
- 13 de juny: Paraguai - Nova Zelanda.